# Associazione Sportiva Cosenza 1939-1940
Questa voce raccoglie le informazioni riguardanti l'Associazione Sportiva Cosenza nelle competizioni ufficiali della stagione 1939-1940.

## Rosa
| N. |                   | Ruolo | Calciatore           |
| -- | ----------------- | ----- | -------------------- |
|    | Italia (bandiera) | C     | Ulderico Alò         |
|    | Italia (bandiera) | A     | Antonio Bacin        |
|    | Italia (bandiera) | D     | Edoardo Barberio     |
|    | Italia (bandiera) | A     | R. Bruno             |
|    | Italia (bandiera) | A     | Marcelliano Cattarin |
|    | Italia (bandiera) | P     | Giuseppe Cristiano   |
|    | Italia (bandiera) | C     | Domenico Fasanella   |
|    | Italia (bandiera) | A     | Franco Florio        |
|    | Italia (bandiera) | P     | Cesare Goffi         |
|    | Italia (bandiera) | A     | Vincenzo Guarino     |
|    | Italia (bandiera) | A     | Ilio Guidugli        |
|    | Italia (bandiera) | D     | Leonardo Laviola     |
|    | Italia (bandiera) | A     | Ubaldo Leonetti      |

| N. |                   | Ruolo | Calciatore          |
| -- | ----------------- | ----- | ------------------- |
|    | Italia (bandiera) | C     | Pasquale Lorenzon   |
|    | Italia (bandiera) | D     | F. Maggi            |
|    | Italia (bandiera) | P     | Massimo Mari        |
|    | Italia (bandiera) | A     | D. Modesto          |
|    | Italia (bandiera) | D     | Fernando Nicolini   |
|    | Italia (bandiera) | D     | Francesco Pellicori |
|    | Italia (bandiera) | D     | Pietro Pietramala   |
|    | Italia (bandiera) | A     | Corrado Pucci       |
|    | Italia (bandiera) | A     | Mario Sorrentino    |
|    | Italia (bandiera) | D     | Felice Stabilini    |
|    | Italia (bandiera) | C     | Natale Surra        |
|    | Italia (bandiera) | A     | R. Trombino         |
|    | Italia (bandiera) | C     | Francesco Zazzaroni |